# Acqueville (Calvados)
Acqueville foi uma comuna francesa na região administrativa da Normandia, no departamento Calvados. Estendia-se por uma área de 6,59 km². Em 2010 a comuna tinha 186 habitantes (densidade: 28,2 hab./km²).
Em 1 de janeiro de 2019, passou a formar parte da nova comuna de Cesny-les-Sources.